# Литлфилд (Тексас)
Литлфилд (енгл. Littlefield) град је у америчкој савезној држави Тексас. По попису становништва из 2010. у њему је живело 6.372 становника.

## Демографија
Према попису становништва из 2010. у граду је живело 6.372 становника, што је 135 (2,1%) становника мање него 2000. године.
| Група             | 2000.         | 2010.         |
| Белци             | 3.115 (47,9%) | 2.459 (38,6%) |
| Афроамериканци    | 350 (5,4%)    | 397 (6,2%)    |
| Азијати           | 11 (0,2%)     | 10 (0,2%)     |
| Хиспаноамериканци | 2.982 (45,8%) | 3.483 (54,7%) |
| Укупно            | 6.507         | 6.372         |